# Valgløfte
Et valgløfte er en tilkendegivelse fra et parti eller fra en kandidat til et politisk hverv om at han/hun (eller partiet), hvis han/hun bliver valgt, vil arbejde for at gennemføre et mere eller mindre konkret tiltag.